# Jigarthanda
Jigarthanda (ஜிகர்தண்டா) è un film del 2014 diretto da Karthik Subbaraj.

## Trama
Un aspirante regista vuole rivolgersi a un gangster spietato per fare un film di gangster violento. Ma i discreti tentativi di trovarne uno falliscono miseramente. Infine, quando viene sorpreso a curiosare nella malavita, i riflettori sono puntati su di lui.